# Dwight Yoakam
Dwight David Yoakam (født 23. oktober 1956 i Pikeville, Kentucky i USA) er en amerikansk countrymusiker, sangskriver og skuespiller. Hans karriere startede tidlig i 1980'erne, og han har siden den gang udgivet over 20 album, og medvirket i adskillige serier/film. 
I skolen var han aktiv med skuespil og i fritiden spillee han i såkaldte «garage-bands».
Han flyttede til Nashville for at prøve lykken som countryartist, men det gik ikke særlig godt. I Nashville fik han beskeden om at han var for country, til at det var noget at satse på. Men Yoakam gav ikke opp. Han flyttede til Los Angeles i Californien, og det var der hans karriere startede.
I 1999 optrådte han i rollen som detektiven Blair i dramafilmen The Minus Man med Owen Wilson i hovedrollen som seriemorderen Vann Siegert.